# Marco Santucci
Marco Santucci, né à Arezzo en 1974, est un dessinateur et scénariste de bande dessinée italien.

## Œuvres

### Scénariste
- Fourmi blanche, dessins de Patrizio Evangelisti (Pavesio)

1. Du fond des abysses (2005)  (ISBN 88-87810-52-4)
2. Destins parallèles (2006)  (ISBN 88-87810-79-6)
3. Chasse Impitoyable (2006)  (ISBN 978-88-87810-98-1)

### Dessinateur
- La Mandragore, scénario de Sylvain Cordurié, (Soleil, coll. 1800)

1. Une porte sur l'enfer (2012)  (ISBN 978-2-302-01625-5)

- Secret invasion: The Amazing Spider-Man, scénario de Brian Reed, (Marvel Comics)

1. Brand new secret invasion part 1 (2008)
2. Brand new secret invasion part 2 (2008)
3. Brand new secret invasion part 3 (2008)

- X-Factor, collectif, (Marvel Comics)
  - 41. Back & there again (2009)
  - 42. Tome 42 (2009)
  - 43. Timely events (2009)
  - 44. Dirty, sexy monet (2009)
  - 45. Tome 45 (2009)
  - 46. Tome 46 (2009)
- X-Men (Atonishing), collectif, (Marvel Comics)
  - 63. Grandeur et décadence (2010)